# Jetón

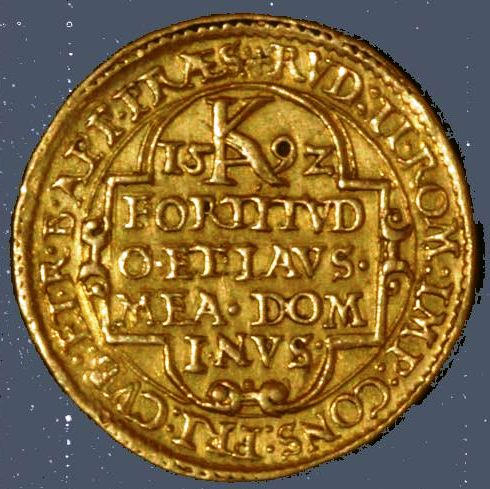
Jetón de oro, Popel de Lobkowicz por Engelhart, Praga 1592, Ø 24 milímetros.

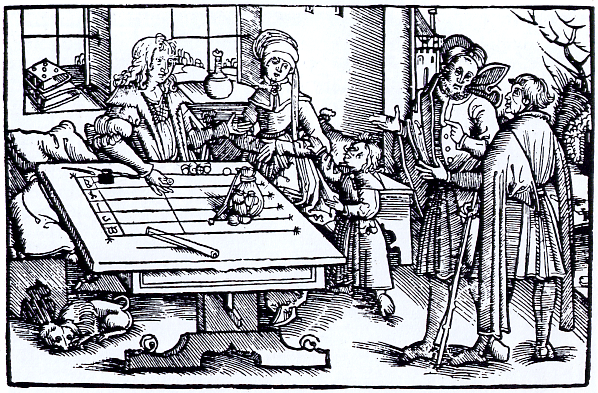
Tablero de conteo (xilografía, probablemente de Estrasburgo). Las líneas y los espacios entre las líneas funcionan como los hilos o las varillas de un ábaco. El valor posicional está marcado al final.

Los jetones son piezas acuñadas metálicas, generalmente cobre (a modo de las fichas actuales) con forma similar al de una moneda aunque sin indicación de valor ya que su función era meramente contable. Fueron producidas en toda Europa desde el siglo XIII hasta el siglo XVIII. Se fabricaban para el cálculo en un tablero de conteo, un tablero rayado similar a un ábaco. También se utilizaban como sustituto del dinero en los juegos, de forma similar a las fichas de casino o de póquer modernas.
Existen miles de jetones diferentes, en su mayoría de diseños religiosos y educativos, así como retratos, estos últimos más parecidos a la moneda, algo similar a las monedas conmemorativas modernas que no circulan.

## Cálculos romanos
Los romanos también utilizaban guijarros (en latín: calculi, "piedrecitas" o "piedritas"). La suma es sencilla, y se conocían algoritmos relativamente eficaces para la multiplicación y la división.

## Números arábigos
Con la introducción de los números arábigos y del cero, el "cálculo con pluma" fue desplazando al "cálculo con contador" como método contable habitual. Los jetones para el cálculo se utilizaron comúnmente en Europa desde aproximadamente el año 1200 hasta el 1700, y siguieron utilizándose ocasionalmente hasta principios del siglo XIX.

## Edad Media
Desde finales del siglo XIII hasta finales del siglo XIV se produjeron en Inglaterra jetones, con un diseño similar al de los actuales peniques eduardianos. Aunque eran de latón, a menudo estaban perforados o dentados en el centro para evitar que se chaparan en plata y se hicieran pasar por auténticas monedas de plata. A mediados del siglo XIV, los jetones ingleses se fabricaban en un tamaño mayor, similar al del groat.
A lo largo del siglo XV, la competencia de Francia y los Países Bajos acabó con la fabricación de jetones en Inglaterra, pero no por mucho tiempo. Los maestros del jetón de Núremberg empezaron copiando los contadores de sus vecinos europeos, pero a mediados del siglo XVI se hicieron con el monopolio produciendo en masa jetones más baratos para uso comercial. Más tarde, al quedar obsoleta la "fundición de contadores", la producción se desplazó a los jetones para su uso en juegos y juguetes, a veces copiando jetones más o menos famosos con un trasfondo político.
Las cecas de los Países Bajos a finales de la Edad Media produjeron en general los contadores para la contabilidad oficial. La mayoría de ellos muestran la efigie del gobernante dentro de un texto halagador y en el reverso el escudo del gobernante y el nombre o la ciudad de la oficina contable.

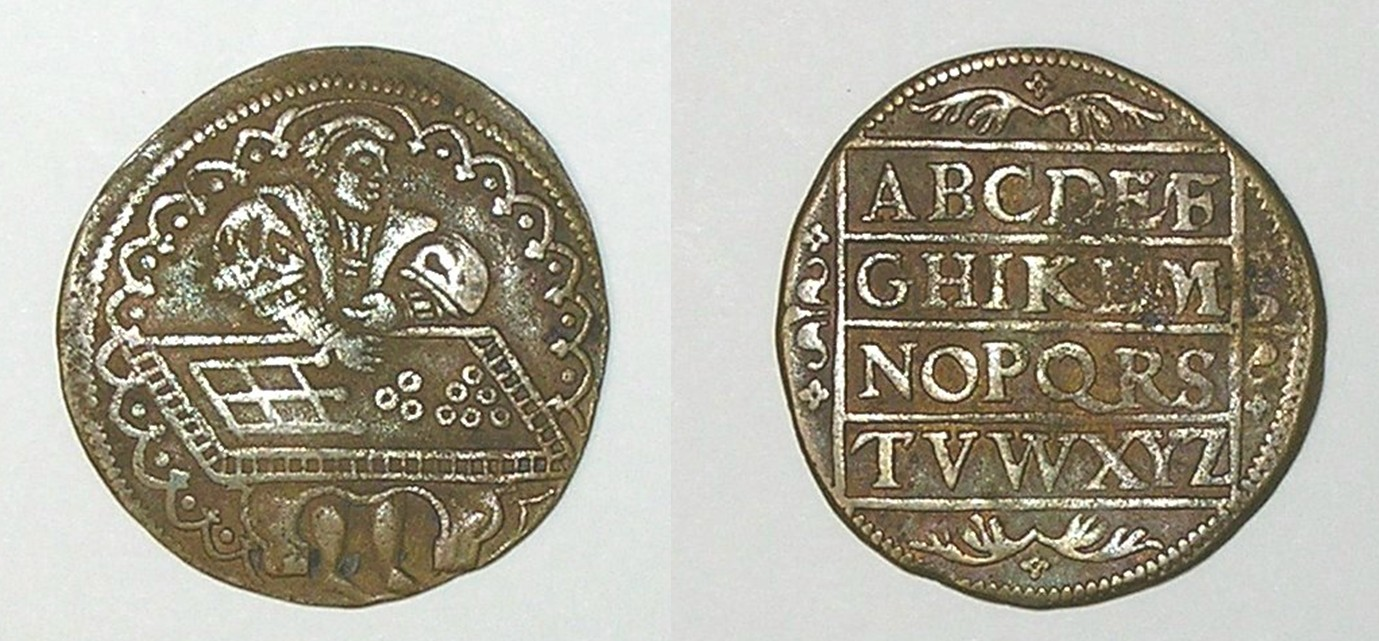
Núremberg, circa 1553, cambio de moneda, Ø 28 mm.

Durante la Rebelión de los Países Bajos (1568-1609) este patrón cambió y por ambas partes, la del norte al frente, se acuñaron unos 2000 jetones diferentes, en su mayoría políticos (neerlandés: Rekenpenning), que representaban las victorias, los ideales y los objetivos. Concretamente en el último cuarto del siglo XVI, en el que los mendigos hacían importantes aportaciones militares al bando neerlandés y la contabilidad se hacía ya sin contadores, la producción en el norte era sólo propagandística.
Las casas de la moneda y las tesorerías de los grandes estados de Europa Central utilizaban sus propios jetones y luego hacían acuñar varios en oro y plata como regalos de Año Nuevo para sus empleados, que a su vez encargaban jetones con sus propios lemas y escudos. En el siglo XVI, el Tesoro Real Checo compraba entre 2000 y 3000 piezas a principios de cada año.

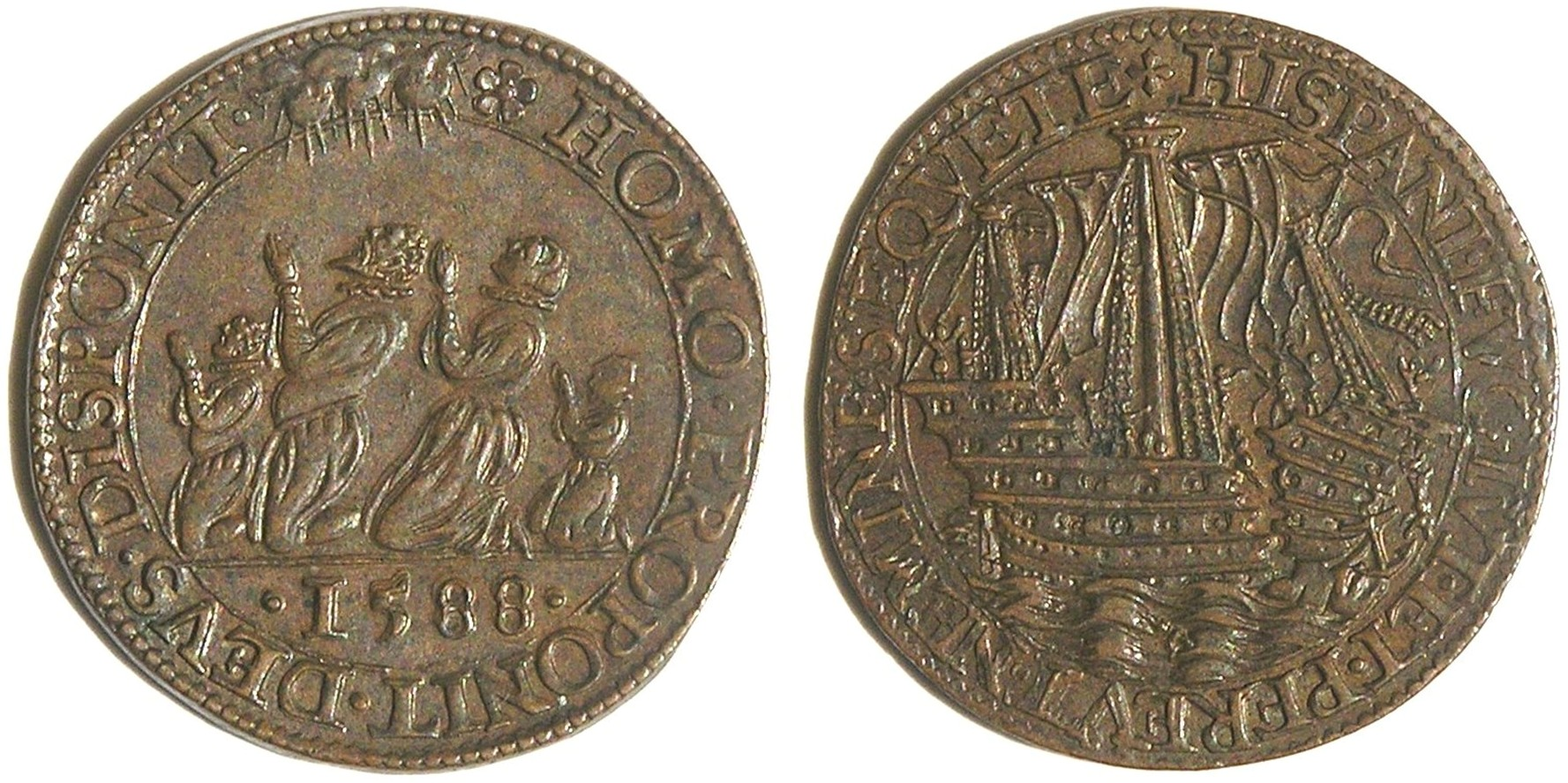
Dordrecht 1588, Armada invencible destruida, Ø 30 mm
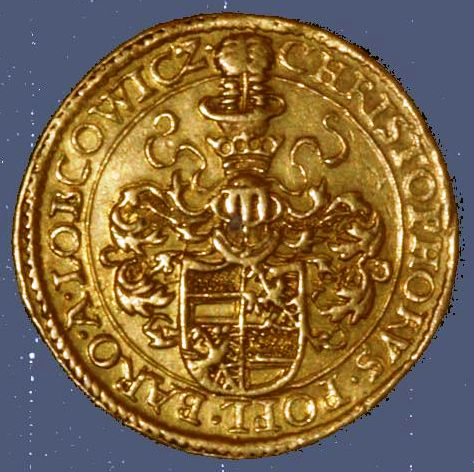

## Uso moderno

### Uso monetario
En el siglo XXI, los jetones siguen utilizándose en algunos países como sustitutos de las monedas en los teléfonos públicos que funcionan como monedas o en las máquinas expendedoras, ya que la valoración automática de las monedas por parte de las máquinas es poco fiable o imposible por varias razones. Por lo general, están hechos de metal o plástico duro.

### Uso de ocio

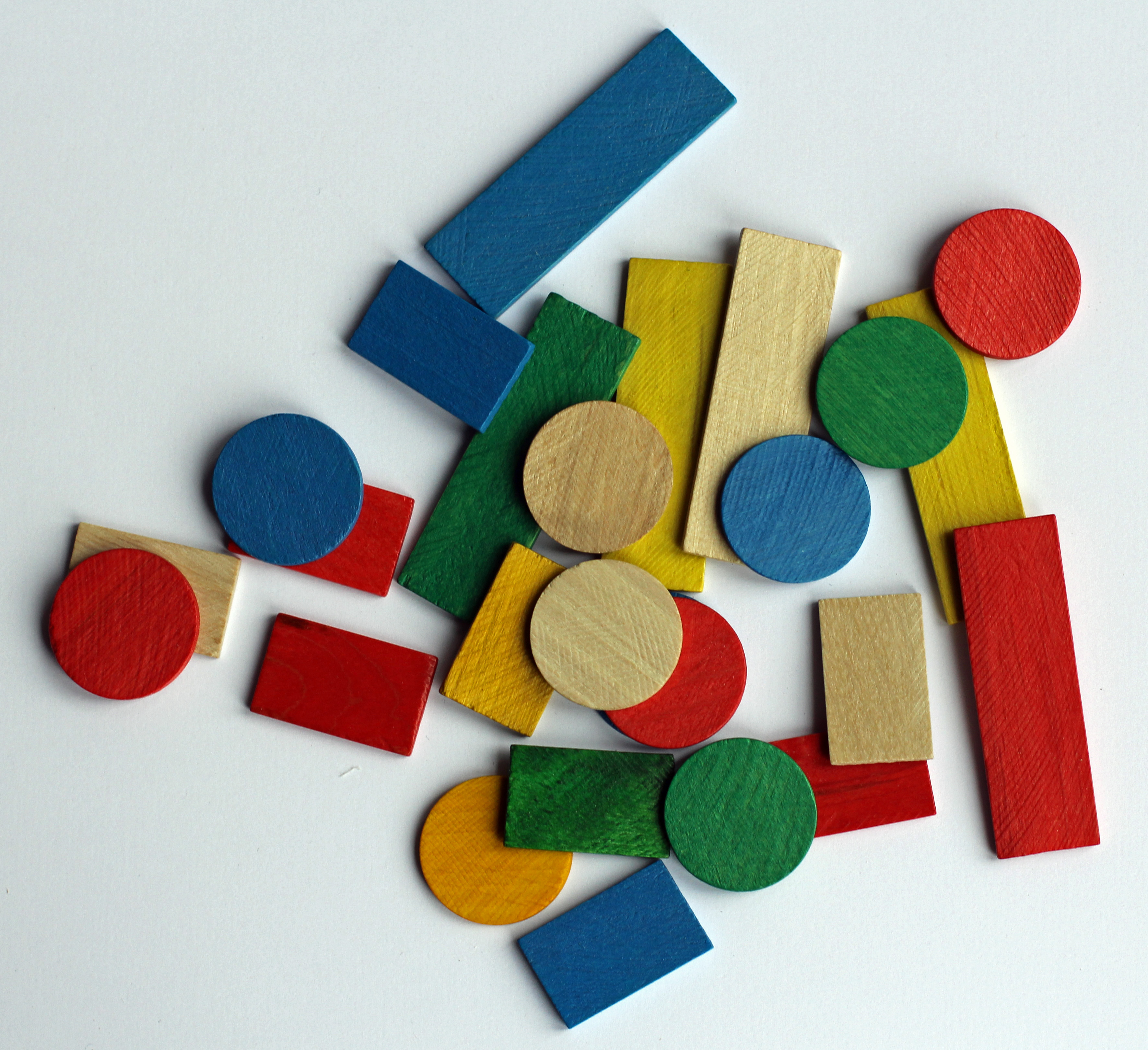
Fichas de madera de colores del tipo que se utiliza en los juegos de cartas. Los jetones son las fichas redondas.

Además de su uso monetario en los casinos, los jetones se utilizan en los juegos de cartas, sobre todo en Francia, pero también en Dinamarca. Tradicionalmente, se fabrican con madera de diferentes formas y tamaños para representar distintos valores, como 1, 5, 10, 50 o 100 puntos. Por ejemplo, en los juegos tradicionales franceses, los jetones son redondos y suelen valer 1 unidad; las fichas son largas y de forma rectangular y pueden valer de 10 a 20 jetones; los contratos son las fichas rectangulares cortas y pueden valer, por ejemplo, 100 unidades.
Los jetones también están manchados o coloreados para que cada jugador pueda tener su propio color. Esto facilita la puntuación porque los jugadores no tienen que empezar con exactamente el mismo número de fichas. Hoy en día, los jetones de plástico son una alternativa barata.

### Otros usos
En Francia y otros países, un jetón es también una cantidad simbólica de dinero que se paga a los miembros de una sociedad o de una cámara legislativa cada vez que están presentes en una reunión.